# La Font de la Figuera
La Font de la Figuera – gmina w Hiszpanii, w prowincji Walencja, we wspólnocie autonomicznej Walencja, o powierzchni 84,34 km². W 2011 roku liczyła 2223 mieszkańców.